# مابل تشيونغ
مابل تشيونغ (بالصينية: 張婉婷,) هي مخرجة صينية، ولدت في 17 نوفمبر 1950 في هونغ كونغ في الصين.

## وصلات خارجية
- مابل تشيونغ على موقع IMDb (الإنجليزية)
- مابل تشيونغ على موقع ألو سيني (الفرنسية)
- مابل تشيونغ على موقع أول موفي (الإنجليزية)
- مابل تشيونغ على موقع قاعدة بيانات الفيلم (الإنجليزية)
- مابل تشيونغ على موقع كينوبويسك (الروسية)